# 贾伊特瓦拉
贾伊特瓦拉（Jaitwara），是印度中央邦Satna县的一个城镇。总人口8903（2001年）。

## 人口
该地2001年总人口8903人，其中男性4543人，女性4360人；0—6岁人口1633人，其中男843人，女790人；识字率59.42%，其中男性为68.68%，女性为49.77%。